# Tawarau Falls
Die Tawarau Falls sind ein Wasserfall in der Region Waikato auf der Nordinsel Neuseelands. Er liegt inmitten der Tawarau Conservation Area, eines ausgedehnten Waldgebiets westlich von Te Kūiti und der Waitomo Caves. Seine Fallhöhe beträgt etwa 25 Meter.
Von der Ortschaft Waitomo zweigt nach 17 km in westlicher Richtung auf der Te Anga Road die unbefestigte Appletree Road nach Süden ab. Nach weiteren 5,5 km liegt am Ende dieser bevorzugt mit Geländewagen zu befahrenen Straße ein Parkplatz, von dem aus ein zweistündiger Retourwanderweg zum Wasserfall führt.